# Piotr Setkiewicz
Piotr Setkiewicz (ur. 1963) – polski historyk, kierownik Centrum Badań Państwowego Muzeum Auschwitz-Birkenau w Oświęcimiu.

## Życiorys
Studia historyczne ukończył na Uniwersytecie Jagiellońskim w Krakowie, a w 1999 roku na Uniwersytecie Śląskim w Katowicach obronił pracę doktorską pt. IG Farben - Werk Auschwitz 1941–1945.
Od 1988 roku pracownik naukowy Państwowego Muzeum Auschwitz-Birkenau w Oświęcimiu, najpierw w Dziale Naukowym, potem – w latach 2001–2007 – kierownik Archiwum, a w 2008 roku został kierownikiem Działu Naukowego, przemianowanego w 2014 roku na Centrum Badań. Głównymi polami jego badań są kwestie związane z zatrudnieniem więźniów w niemieckim przemyśle i historię podobozów Auschwitz-Birkenau. Redaktor naczelny Zeszytów Oświęcimskich.

## Nagrody i odznaczenia
- Srebrny Krzyż Zasługi (2004)
- Brązowy Medal „Zasłużony Kulturze Gloria Artis” (2007)
- Srebrny Medal „Opiekun Miejsc Pamięci Narodowej” (2007)
- Srebrny Medal za Długoletnią Służbę (2013)
- „Światło Pamięci” - najwyższa nagroda Miejsca Pamięci Auschwitz (2024)[3]

## Ważniejsze publikacje
- Auschwitz od A do Z. Ilustrowana historia obozu [współautor], Państwowe Muzeum Auschwitz-Birkenau, Oświęcim 2013. ISBN 978-83-7704-060-7
- Kalendarz wydarzeń w KL Auschwitz[red.], t. 1-5, Państwowe Muzeum Auschwitz-Birkenau, Oświęcim 2024. ISBN 978-83-7704-403-2 ISBN 978-83-7704-393-6 ISBN 978-83-7704-398-1 ISBN 978-83-7704-402-5 ISBN 978-83-7704-405-6
- Krematoria i komory gazowe Auschwitz, Głosy Pamięci t. 6: Oświęcim 2010. ISBN 978-83-7704-017-1.
- Początki obozu Birkenau w świetle materiałów źródłowych, [współautor], Państwowe Muzeum Auschwitz-Birkenau, Oświęcim 2017. ISBN 978-83-7704-201-4
- Początki zagłady Żydów w KL Auschwitz w świetle materiałów źródłowych, [współautor], Państwowe Muzeum Auschwitz-Birkenau, Oświęcim 2014. ISBN 978-83-7704-73-7
- Nie poczuwam się do żadnej winy... Zeznania esesmanów z załogi KL Auschwitz w procesie przed Najwyższym Trybunałem Narodowym w Krakowie (24 listopada - 16 grudnia 1947), Oświęcim 2016. ISBN 978-83-7704-183-3
- Z dziejów obozów IG Farben Werk Auschwitz 1941–1945, Oświęcim 2006. ISBN 83-60210-19-5
- Życie prywatne esesmanów w Auschwitz, Oświęcim 2012. ISBN 978-83-7704-051-5